# Plectiscidea conjuncta
Plectiscidea conjuncta là một loài tò vò trong họ Ichneumonidae.